# Bertrando Spaventa
Bertrando Spaventa (26 juin 1817 - 21 février 1883) est un philosophe italien du XIXe siècle dont les idées ont eu une influence sur les changements survenus pendant l'unification de l'Italie et sur la pensée philosophique.

## Biographie
Frère aîné du patriote italien Silvio Spaventa, Bertrando Spaventa est né dans une famille bourgeoise aisée. Sa mère, Maria Anna Croce, était la grand-tante du philosophe Benedetto Croce .
Il a fait ses études au séminaire diocésain de Chieti et y a été ordonné prêtre. En 1838, il s'installe avec son frère à Montecassino pour occuper le poste de professeur de mathématiques et de rhétorique au séminaire local. En 1840, il se rend à Naples pour poursuivre ses études. Il étudie l’allemand et l’anglais et devient l’un des premiers philosophes italiens à lire les philosophes étrangers dans leur langue. Il fréquente les cercles libéraux et se rapproche de penseurs comme Ottavio Colecchi (en italien) et Antonio Tari (en italien). Il crée sa propre école de philosophie  et participe à la rédaction du journal Il Nazionale, fondé et dirigé par son frère Silvio. En 1849, après l'abrogation de la Constitution par Ferdinando II et l'arrestation de Silvio  il quitte Naples: d'abord pour Florence  puis pour Turin. Après avoir abandonné la prêtrise, il commence à travailler comme journaliste pour les publications piémontaises Il Progresso, Il Cimento, Il Piemonte et Rivista Contemporanea.
C’est au cours de son séjour à Turin que Spaventa s’intéresse à la pensée de Hegel et qu’il élabore son propre système philosophique et sa pensée politique. Il publie notamment une série d’essais dans lesquels il polémique avec la revue des Jésuites, La Civiltà Cattolica, refusant l’idée que la religion soit une étape nécessaire dans le développement humain.
En 1859, il obtient la chaire de philosophie du droit de l'Université de Modène, puis, l’année suivante, celle d’histoire de la philosophie à l’Université de Bologne, enfin, en 1861, celle de philosophie à l'Université de Naples.
Dans une série de conférences données à Bologne en 1860, il expose pour la première fois sa théorie  du rapport de circularité existant entre la pensée italienne et la pensée européenne. Alors que, selon l’opinion dominante, la philosophie italienne était restée fidèle à la tradition platonique et chrétienne, Spaventa cherche à démontrer que la philosophie moderne, laïque et idéaliste, trouve son origine en Italie, même si elle a atteint sa forme la plus haute en Allemagne.
Il attribue l’état déplorable de la philosophie dans l'Italie du XIXe siècle au manque de liberté intellectuelle qui a fait suite à la Contre-réforme, ainsi qu’à l’oppression de dirigeants despotiques.
Il cherche en outre à assimiler la philosophie de Descartes à celle de Tommaso Campanella, celle de Spinoza à celle de Giordano Bruno, celle de Kant à celle de Giambattista Vico et Antonio Rosmini, et celle des idéalistes allemands à celle de Vincenzo Gioberti. Son but était de libérer la philosophie italienne de son provincialisme et de lui apporter une nouvelle vie sans tomber dans le piège des nationalistes, avec lesquels il engage une vive polémique.
Spaventa diffuse l’influence de l’idéalisme hégélien en Italie : son œuvre marque profondément Giovanni Gentile ; Benedetto Croce, qui fut recueilli par Silvio Spaventa après la mort de ses parents, assista aux leçons de Bertrando, les appréciant particulièrement pour leur libéralisme. Les autres membres de son «école» incluent Sebastiano Maturi (en italien), Donato Jaja (en italien), Filippo Masci (en italien), Felice Tocco (en italien) et Antonio Labriola .
Spaventa fut également député du royaume d'Italie pendant trois législatures : il soutînt une politique laïque, attentif au rôle de l'État, fondé sur le suffrage universel et source d’inspiration pour le développement d’une société harmonieuse, où les individus et la communauté pourraient trouver les ressources nécessaires à un progrès « ordonné et juste ».

## Œuvres principales
- La filosofia di Kant e la sua relazione colla filosofia italiana, Unione Tipografica-editrice, Torino 1860;
- Principii di filosofia, 2 vol., Stabilimento Tip. Ghio, Napoli 1867;
- Studi sull'etica di Hegel, Stamperia della Regia Università, Napoli 1869;
- La filosofia di Vincenzo Gioberti, Astuce. del Tasso, Napoli 1870;
- Saggi critici di filosofia politica e religione, Tip. Giordano Bruno, Roma 1899;
- La dottrina della conoscenza di Giordano Bruno, Stamperia della Regia Università, Napoli 1900;
- Scritti filosofici, éd. G. Gentile, Ditta A. Morano et Figlio, Napoli, 1901;
- Principi di etica, Pierro, Napoli 1904;
- La filosofia italiana nelle sue relazioni con la filosofia europea, éd. G. Gentile, Laterza, Bari 1909;
- Logica e metafisica, éd. G. Gentile, Laterza, Bari 1911;
- Rivoluzione e utopia, dans Giornale critico della filosofia italiana, XLII, pp.   66–93, éd. I. Cubeddu, 1963;
- Introduzione a Hegel, dans Il primo hegelismo italiano, éd. G. Oldrini, Firenze 1969;
- Opere, éd. G. Gentile, «Classici della Filosofia», 3 volumes, Sansoni, Firenze 1972;
- Scritti kantiani, éd. L. Gentile, Sigraf Editrice, Pescara, 2008;  (ISBN 978-88-95566-24-5) ;
- Opere, essai introductif, préfaces, notes et critique d'appareils par Francesco Valagussa - postface de Vincenzo Vitiello (en italien) ; 2881 p .; Bompiani - Milano, 2009;  (ISBN 88-452-6225-1) (ISBN 978-88-452-6225-8) ;
- Édition critique de l' Opere psicologiche inedite ed. Domenico D'Orsi (en italien) : 
  - 1976: Lezioni di antropologia
  - 1978: Psiche e metafisica
  - 1984: Elementi di psicologia speculativa
  - 2001: Sulle psicopatie in generale .

## Crédit d'auteurs
- (en) Cet article est partiellement ou en totalité issu de l’article de Wikipédia en anglais intitulé « Bertrando Spaventa » (voir la liste des auteurs).